# Marcela Costa
Marcela Martins Costa, född 23 september 1957 i Golungo Alto i provinsen Kwanza Nord, är en angolansk konstnär och gallerist. Costa växte upp under angolanska självständighetskriget och blev parlamentsledamot i det självständiga Angola. Hon har också varit generalsekreterare för angolanska konstnärsförbundet, UNAP, på 1990-talet.

## Biografi
Marcela Costa växte upp i den lilla staden Golungo Alto ca 170 km öster om Luanda. Efter genomgången gymnasieutbildning studerade hon bildkonst mellan 1974 och 1977 vid Industriskolan i Luanda. Efter examen fick hon chansen att arbeta med fyra kvinnor och läraren, Vitor Teixeira, med ett projekt för det nationella kulturrådet. 1978 studerade hon konstvävning i Brasilien och 1984 blev hon utbytesstudent med Sverige och gick kurser genom Handarbetets Vänner på Sätergläntan i Dalarna.
I en intervju med Gunilla Winberg uttrycker hon:
| ”                                     | Jag är lycklig som medborgare i ett land som nu äntligen lever i fred och frihet efter ett långt inbördeskrig. Var och en kan nu tänka vad man vill och välja sin egen väg. Jag är också lycklig som mor, eftersom jag lyckats ge mina fyra barn en bra utbildning. Som företagare är jag också nöjd. Liksom de flesta angolanska kvinnor försöker jag förverkliga mina planer. | „ |
| – Marcela Costa i Miljömagasinet 2012 | |   |

## Konstnärskap
Costa började sin konstnärliga bana med måleri. År 1983 började hon experimentera med konstvävnad. Textilkonst var en gammal konstart, men hade nästan försvunnit under den portugisiska kolonialtiden. Den angolanska konstvävnaden gjordes av fibrer från sisal, bananträd, och bomull med mera. Den fick färg av växtfärger och pryddes med motiv som än idag återkommer på angolanska mattor. Industrialiseringen och det långvariga kriget gjorde att vävkonsten nästan dog ut. Marcela Costa och andra textilkonstnärer har blivit engagerade i att återuppväcka denna konstart. År 1987 hade hon sin första separatutställning i Luanda och många kvinnor blev intresserade. Costa ordnade då kurser i konstvävnad och var själv lärare.

### Utställningar
Hon har deltagit i flera utställningar i länder som USA, Brasilien, Storbritannien, Frankrike, Italien, Sverige, Estland, Ryssland, Gabon, Zimbabwe, Zambia, Botswana, Sydafrika, Japan och Sydkorea. År 2002 öppnade hon en utställning på temat Kvinnor och konst i Angola under 25 år. År 2006 visades ett urval av Costas textilkonst på Galleri Hagström, Österlånggatan 5 i Stockholm. Den 25 maj 2015 på Afrika-dagen öppnades en utställning i UEA, Författarförbundets lokaler med Marcela Costas konst.

## Galleri Celamar
I början av 2000-talet startade Marcela Costa galleri Celamar på Ilha de Cabo i Luanda. Galleriet har blivit ett mångkulturellt centrum och har tre huvuduppgifter:
- att lyfta fram kvinnliga konstnärer med koppling till Afrika. Invigning och vernisage på Internationella kvinnodagen den 8 mars.
- att arrangera en årlig månadskurs för konstnärer från olika kulturer och länder. Syftet är att dela erfarenheter, tekniker och material, en så kallad coopearte.
- att stödja unga flickor och samla dem i en slagverksorkester som uppträder vid vernissager och andra evenemang.

Hon har tagit på sig rollen som kulturagent och deltar i kulturell och mental återuppbyggnaden av Angola efter inbördeskriget. Konkret innebär det att utbilda och ge människor tillgång till sina kulturella särdrag. 2016 hade hon i tolv år i rad arrangerat en utställning på den internationella kvinnodagen den 8 mars. Temat har varit Afrika och kvinnliga konstnärer. Costa har samlat unga kvinnor och undervisat dem i musik. Celamars kvinnliga slagverkare har uppträtt på några platser med positivt bemötande.

## Priser och utmärkelser
Under åren som gått har Costa fått många priser och utmärkelser, både i Angola och utomlands.
- 1987 ELF Award Angola - Bienal: Centrum för Bantu Civilisationer (CICIBA) nationalförsamling Gabon;
- 1991 Award Nationalförsamlingen Gabon
- 1999 Award Senaten i Republiken Kongo
- 2002 National Award för kultur och konst i kategorin bildkonst
- 2004 Trofén "YariYariPamberi" i USA
- 2004 Hedersomnämnande av den regionala direktoratet för Kultur i Luanda
- 2009 Award Monumental - Luanda.